# Geografia Boliviei
Geografia Boliviei este determinată de așezarea sa geografică în mijlocul și la vestul continentului America de Sud. 